# Hartmannsdorf (Adelsgeschlecht)

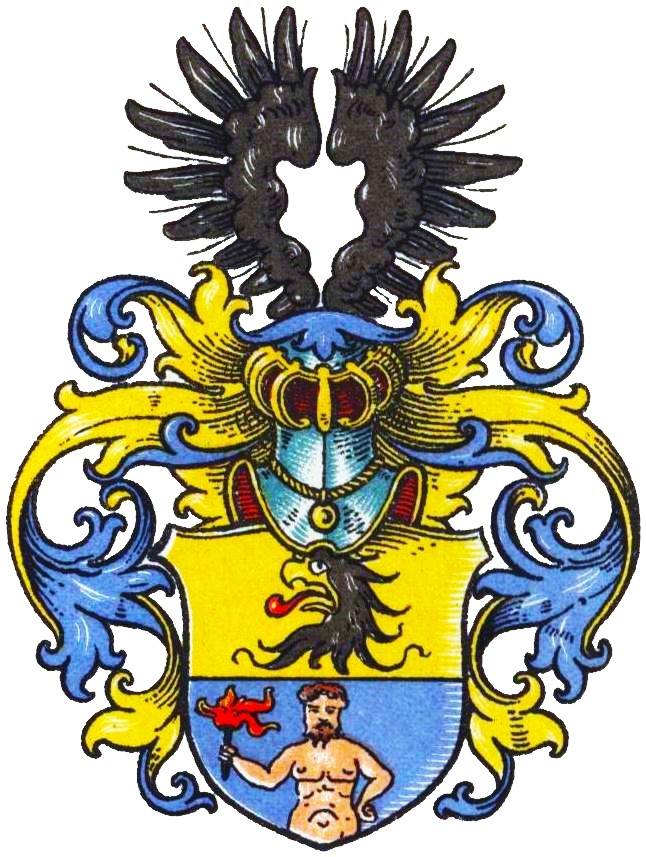
Wappen derer von Hartmannsdorff im Wappenbuch des Westfälischen Adels

Hartmannsdorf (auch Hartmannsdorff, Hartmann von Hartmannsdorf o. ä.) ist der Name eines schwedisch-vorpommerschen Briefadelsgeschlechts.

## Geschichte
Die Stammreihe des Geschlechts beginnt mit Senator Carsten Hartmann zu Greifswald. Dessen Sohn Matthaeus Hartmann, königlich-schwedischer Gesandter am kursächsischen Hof in Dresden, wurde am 20. Januar 1683 vom König Karl XI. von Schweden der schwedische Adelsstand verliehen. Die Familie besaß in Vorpommern Lüssow (urdkundl. 1740) und Klein-Kiesow (1750), beides im Kreis Greifswald.
Außerdem besaß die Familie Lehngüter des Stifts Münster in Westfalen.

## Persönlichkeiten
- Christian Balthasar von Hartmannsdorff (1746–1820), deutscher Jurist, Richter in Greifswald
- Johann Christian von Hartmannsdorf (1668–1731), deutscher Jurist, Richter in Greifswald
- Mattias von Hartmannsdorf (1641–1690), deutscher Jurist, Richter in Wismar

## Wappen
Blasonierung: Geteilt. Oben in Gold ein schwarzer Adlerkopf. Unten in Blau ein nackter Mann, der aus dem Schildfuß hervorwächst, die Linke eingestemmt, in der Rechten eine brennende schwarze Fackel. Auf dem Helm mit blau-goldenen Helmdecken ein offener schwarzer Flug.